# Montoria
Montoria es un concejo del municipio de Peñacerrada, en la provincia de Álava, País Vasco (España).

## Historia
A mediados del siglo XIX, el lugar, ya por entonces parte del ayuntamiento de Peñacerrada, tenía contabilizada una población de 65 habitantes. La localidad aparece descrita en el undécimo volumen del Diccionario geográfico-estadístico-histórico de España y sus posesiones de Ultramar de Pascual Madoz de la siguiente manera:

MONTORIA: l. del ayunt. de Peñacerrada en la prov. de Alava (á Vitoria 5 leg.), part. jud. de Laguardia (3), aud. terr. de Búrgos (18), c. g. de las provincias vascongadas, dióc. de Calahorra (14). sit. en un barranco entre montes, á la falda del de Toloño; clima saludable; reinan los vientos N., S. y SO., y se padecen resfriados. Tiene 17 casas, un palacio escuela de primera educacion para ambos sexos, frecuentada por 16 alumnos y dotada con 16 fan. de trigo; igl. parr. dedicada á San Miguel, servida por un beneficiado propietario con título de cura de nombramiento del ordinario, y para los usos domésticos varias fuentes de aguas cristalinas y saludables. El térm. confina N. y E. Peñacerrada y monte de Hijar; S., San Vicente, y O. Abalos y Samaniego, y comprende dentro de su circunferencia un monte poblado de hayas y muchas piedras judaicas y varios géneros de petrificaciones de caracoles y conchas. El terreno, aunque quebrado, es en bastante parte de buena calidad. Los caminos son de pueblo á pueblo. El correo se recibe de Peñacerrada por baligero los martes, jueves y sábados, y se despacha los mismo dias. prod.: trigo, centeno, cebada, avena y legumbres; cria de ganado vacuno, lanar, mular, cabrío y de cerda; caza de javalies, lobos, raposos, perdices, codornices, charros y palomas; pesca de truchas. ind.: ademas de la agricultura y ganaderia hay un molino harinero. pobl.: 16 vec., 65 alm. riqueza y contr.: con su ayunt. (V.)
(Madoz, 1848, p. 563)

## Demografía
| Gráfica de evolución demográfica de Montoria entre 2000 y 2017 |
|                                                                |
| Población de derecho según los censos de población del INE.    |

## Cultura

### Patrimonio material
- Iglesia de San Miguel.[1]Conserva restos pre-románicos del siglo IX, como sillería reutilizada, esquinales, ventanas y una saetera con remate en herradura, similares a los de Tovillas. Actualmente, el templo tiene planta de cruz latina, con un ábside semicircular de bóveda de horno y una pequeña ventana medieval, mientras que la nave de dos tramos se cubre con bóvedas de aristas y el crucero con bóveda de cañón con lunetos. Presenta arcos fajones y formeros rebajados, sin capiteles, y una torre del siglo XVIII sobre un pórtico con arco de medio punto.[3]